# Toyota (miasto)
Toyota (jap. 豊田市 Toyota-shi) – miasto w Japonii, w prefekturze Aichi, na wyspie Honsiu, w okręgu przemysłowym Chūkyō. Toyota jest jednym z „miast-rdzeni” (jap. 中核市 chūkaku-shi). 

## Gospodarka
W mieście ma swoją główną siedzibę koncern Toyota. Ponadto w mieście rozwinął się przemysł metalowy, chemiczny oraz spożywczy.

## Historia
29 stycznia 1892 roku wioska Koromo (jap. 挙母村) z powiatu Nishikamo zdobyła status miejscowości. 1 lipca 1906 roku teren miejscowości powiększył się o wioski Umetsubo, Nekawa, Miyaguchi oraz Aizuma.
1 marca 1951 roku Koromo zdobyło status miasta. 1 stycznia 1959 roku miasto otrzymało obecną nazwę – Toyota. Ze względu na swoje znaczenie międzynarodowe (obecność koncernu samochodowego) używana jest powszechnie nazwa Toyota City.

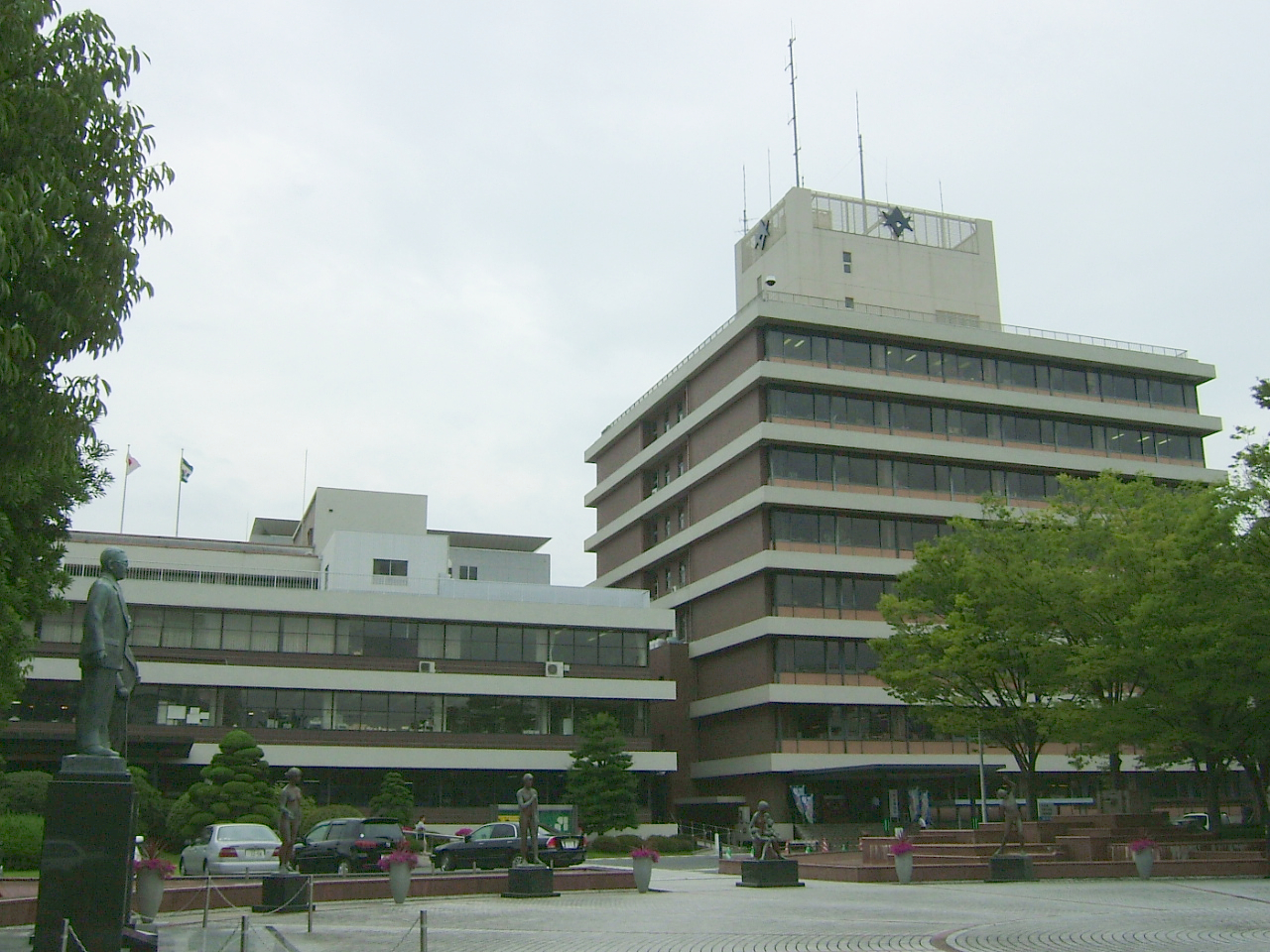
Urząd miasta Toyota

## Populacja
Zmiany w populacji Toyoty w latach 1970–2015:
| Rok  | Populacja |
| ---- | --------- |
| 1970 | 234 078   |
| 1975 | 283 412   |
| 1980 | 315 871   |
| 1985 | 344 105   |
| 1990 | 370 858   |
| 1995 | 383 800   |
| 2000 | 395 224   |
| 2005 | 412 141   |
| 2010 | 421 487   |
| 2015 | 422 542   |

## Miasta partnerskie
- Derby
- Detroit